# Comissions Obreres de les Illes Balears
Comissions Obreres de les Illes Balears és la secció del sindicat Comissions Obreres a les Illes Balears. La seva infraestructura a les Illes es remunta al 20 d'abril de 1968, en què es constituí a Mallorca en un acte a na Burguesa. Així, i tot, el sindicat no fou legal fins al 28 d'abril de 1977.

## Secretaris generals
- 1978-1995: Manolo Cámara
- 1995-2009: Josep Benedicto
- 2009-actualitat: Katiana Vicens Guillén[2]